# Guntim

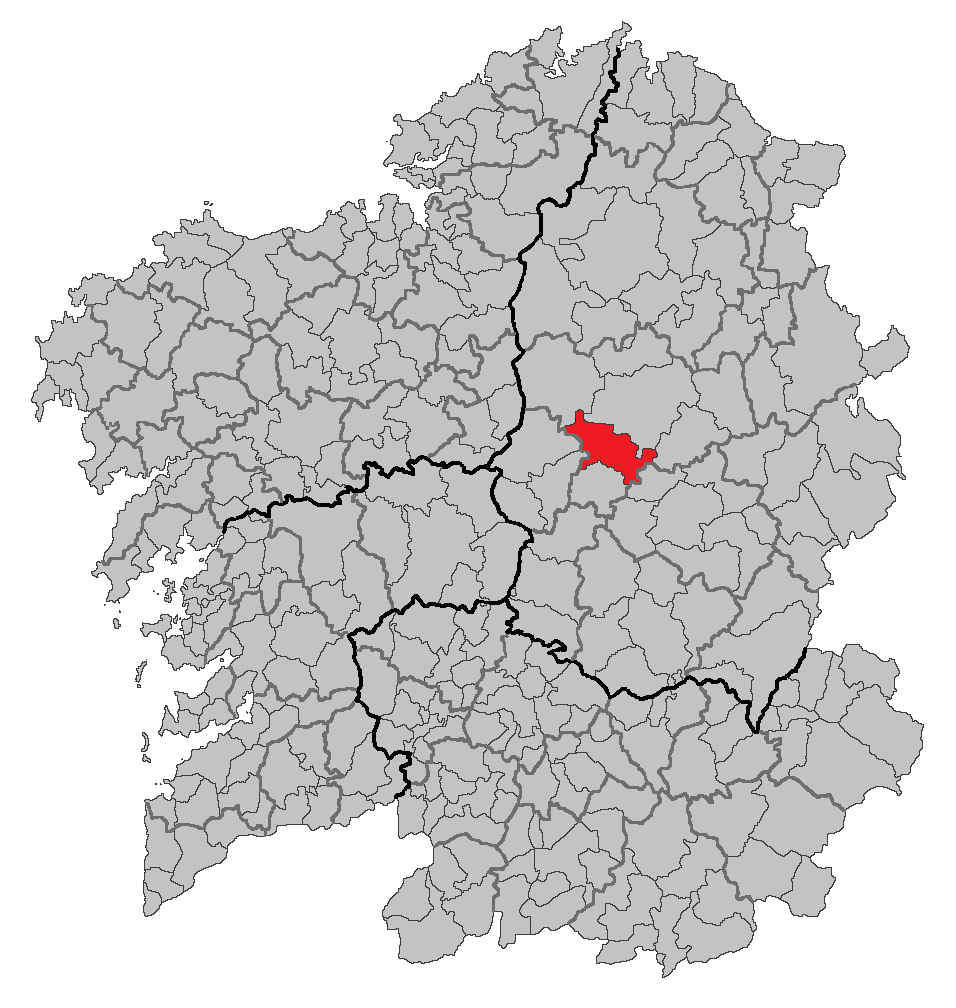
Localização de Guntín

Guntim (Guntín) é um município da Espanha na província de Lugo, comunidade autónoma da Galiza, de área  km² com população de 3213 habitantes (2007) e densidade populacional de 21,47 hab/km².

## Demografia
| Variação demográfica do município entre 1991 e 2004 | Variação demográfica do município entre 1991 e 2004 | Variação demográfica do município entre 1991 e 2004 | Variação demográfica do município entre 1991 e 2004 |
| --------------------------------------------------- | --------------------------------------------------- | --------------------------------------------------- | --------------------------------------------------- |
| 1991                                                | 1996                                                | 2001                                                | 2004                                                |
| 4005                                                | 3732                                                | 3423                                                | 3329                                                |

## Patrimonio
Fortalezas que existiram em o concelho:
- Torre de Quintela.
- Torre de Tosende.
- Torre de Santa Euxea.
- Torre de San Salvador de Francos.
- Torre de Sirvián.
- Torre das Retortas.
- Castelo de San Fiz do Hermo, também conhecido como Castelo do Bespo.
- Castelo da Mota.